# Могилевкин, Илья Моисеевич
Илья́ Моисе́евич Могиле́вкин (род. 25 июня 1927 года) — советский и российский экономист-международник, доктор экономических наук (1983), профессор (1988), главный научный сотрудник Института мировой экономики и международных отношений РАН.

## Биография
Родился в семье Моисея Абрамовича Могилевкина (1900—1983) и Марии Степановны Могилевкиной (1903—1962). Отец — инженер-строитель, руководил строительством промышленного объекта: Хабаровского нефтеперегонного завода, а также различных сооружений оборонной промышленности. Мать — медицинский работник.
Илья Могилевкин окончил школу в Москве в 1944 году с отличием.
Участник Великой Отечественной войны, 1944—1945 гг.
В 1944—1949 — студент Института внешней торговли, который окончил с отличием.
В 1949—1969 работал в системе Внешторга, в том числе в 1965—1968 был уполномоченным представителем при Торговом представительстве СССР на Кубе.
В 1970 году защитил кандидатскую диссертацию по экономике зарубежных стран и перешел на научно-аналитическую и преподавательскую работу.
С 1983 года — доктор экономических наук. С 1988 — профессор.
С 1975 по нынешнее время[уточнить] работает в Институте мировой экономики и международных отношений РАН.

## Научная деятельность
Сферой научных интересов Могилевкина является глобальная инфраструктура в мировой экономике и её влияние на будущее миропорядка, метастратегия.
Разработал основы новой науки — метастратегии о долгосрочных тенденциях в мировой экономике и политике, возможностях перспективного прогнозирования.
Исследовал ключевую роль коммуникационного фактора для экономического и социального развития. Ввёл понятие о глобальной инфраструктуре движения в мировой экономике.
Является автором ряда социально-экономических теорий, составляющих в целом, по мнению критиков, «новую парадигму мирового развития».

### Труды
Монографии:
- Россия в мировых экономических связях. Ретроспективный анализ. M.: 2020
- Новый взгляд на мировую Экономику и общественное развитие. -М.-С. П.:2012
- Глобальная инфраструктура: механизм движения в будущее. М.:2005
- Метастратегия. М.:1997
- Неизвестные войны XX в. М,: 1989
- Бизнес и море. М.:1982
- и др.

Соавтор коллективных монографий:
- Россия и мир в начале XXI века. М.:2007
- Россия и глобализация. М.:2006
- Мировая экономика и международный бизнес. М.:2005
- Мировая экономика: Глобальные тенденции за 100 лет. М.:2003
- Арктика: интересы России. М.:2002
- и др.

Илья Моисеевич Могилевкин является автором многочисленных статей в отечественной и зарубежной прессе, в том числе в МЭиМО, Независимой газете, Moscow Times, Marine Forum и др., а также участником докладчиком международных совещаний, семинаров, переговоров в Москве и за рубежом (Болгария, Куба, Мексика, Венгрия, Польша, Великобритания, Германия, Франция, Испания, Австрия и др.)

## Награды
Могилевкин И. М. имеет дипломы и грамоты Министерства внешней торговли СССР (1968), Экспорт-Академии (Германия, 1992), Наваррского Университета (Испания, 1994), Российской академии наук (1999), ИМЭМО РАН (2006).